# Nils Alexander von Ungern-Sternberg
Nils Alexander von Ungern-Sternberg, född 1654, död 1721, var en svensk militär.

## Biografi
Nils Alexander von Ungern-Sternberg föddes 1654. Han var son till ståthållaren Wolmar von Ungern-Sternberg av friherrliga ätten von Ungern-Sternberg på Rigas slott och Sofia von Yxkull. von Ungern-Sternberg blev 10 juni 1668 pikenerare vid livgardet och tog 9 maj 1670 avsked från tjänsten. Han blev 1672 anställd vid kungliga majestäts drabanter och blev 10 oktober samma år fänrik vid Grubbenhielms skånska infanteriregemente. von Ungern-Sternberg blev 1 november hovjunkare och 1 oktober 1675 löjtnant vid livgardet. Han avancerade i juli 1677 till kapten och blev 1686 kammarherre hos kungen. Den 5 december 1691 blev han överstelöjtnant vid Älvsborgs regemente och 12 januari 1692 överstelöjtnant vid Östgöta infanteriregemente. von Ungern-Sternberg blev 14 oktober 1702 överste vid sistnämnda regemente och tog avsked därifrån 10 juni 1706 med generalmajors karaktär. Han blev senare generallöjtnant. von Ungern-Sternberg avled 1721 och begravdes i Österåkers kyrka.

### Familj
von Ungern-Sternberg var gift med friherrinnan Christina Beatrix Palbitzki (1661–1696), dotter av presidenten Mattias Palbitzki och Anna Regina Khewenhüller. De fick tillsammans barnen Eva von Ungern-Sternberg (1686–1722) som var gift med majoren Carl Lagermarck, majoren Johan Adam von Ungern-Sternberg (1687–1748), fältmarskalken Mattias Alexander von Ungern-Sternberg (1689–1763), Carl Erik von Ungern-Sternberg (född 1692) och översten Nils von Ungern-Sternberg (1696–1756) i hessisk tjänst.